# Ilex soderstromii
Ilex soderstromii är en järneksväxtart som beskrevs av Edwin. Ilex soderstromii ingår i släktet järnekar, och familjen järneksväxter. Utöver nominatformen finns också underarten I. s. ovata.